# Наумовы
Наумовы — древние дворянские роды.
Название получили от одного из потомков первовыехавшего, у которого был внук Наум.
В Гербовник внесены:
1. Потомство мужа честна Павлина, выехавшего из Немец к великому князю Симеону Иоановичу Гордому (1340—1353) (Герб. Часть II. № 41).
2. Потомство Аполлоса Ивановича Наумова, пожалованного на дворянское достоинство дипломом (1786). (Герб. Часть IX. № 141)[3].

При подаче документов для внесения рода в Бархатную книгу были предоставлены две родословные росписи Наумовых: Иваном Наумовым (06 апреля 1682) и Львом Наумовым (31 марта 1686).
Род внесён в VI часть дворянской родословной книги Московской губернии.
В Боярских книгах записаны: Кобяковы-Наумовы, Суворовы-Наумовы, Хрулёвы-Наумовы. Однородцами являются дворянские рода Хрулёвы, Суворовы, Бухарины, Кобяковы.
В первой половине XIX века выделилось, в основном — по выслуге, несколько дворянских родов Наумовых: калужская, курская, тульская и поволжская ветви. Поволжская ветвь рода постановлениями Симбирского дворянского собрания (10.10.1796 и 26.3.1812) была признана, а (12.4.1843) подтверждена в древнем дворянском достоинстве, однако Департаментом герольдии постановления не были утверждены, и лица рода были внесены во II часть дворянской родословной книги Самарской губернии. Позднее, по ходатайству А. Н. Наумова (1911), род был всё-таки перенесён в VI часть дворянской родословной книги.

## Происхождение и история рода
Один род, довольно старый, происходит из дьяков и только один принадлежит к древнему дворянству.

Представители этого рода подали 31 марта 1686 г. роспись своего рода в Разряд и так писали о своем происхождении:

(к) благоверному и великому князю Симеону Ивановичу Гордому приехал из Немец из Свицкия земли муж честен, имя ему Павлин, а у него сын Андрей, а у Андрея сын Наум, и оттого пошли Наумовы. У Наума сын Григорей, а у Григорья дети: Филип да Андрей, да Григорей, Иван. А у Григорья Меньшова Морха сын Василей — при великом князе Василье Ивановиче всея Руси был окольничий, а после был 7045 году боярин и послан большим послом в Крым, бездетен….
Василий Григорьевич дипломат в княжении Ивана III Васильевича и Василия III Ивановича. Злоба Иванович Наумов погиб под Казанью на реке Свиязе (1524), его имя занесено в синодик московского Успенского собора на вечное поминовение. В зимнем походе на Казань погиб Иван Леонтьевич Большой Наумов (1552). В бою на Судьбищах погиб Григорий Сердцем Наумов (июль 1555), его имя занесено в синодик московского Архангельского Собора. И. Ф. Жекула-Наумов сокольничий (1540), его младший брат В. Ф. Наумов первоначально возглавлял опричный Постельничий приказ. Историк В. Б. Кобрин перечисляет пятерых представителей этого рода — опричников, в числе которых Яков Гаврилович, городовой приказчик в Суздале (1565) испомещавший там опричных дворян, он же упомянут на Земском дворе (1576—1577), он же в росписи московской осады (01 июня 1579) среди оставляемых в городе. Я. Г. Наумов сопровождает царя в походе и ему в стану у государя спати (15 апреля 1581), что говорит о его близости к царю. Видный опричник Иван (Ишук) Наумов казнён не ранее (1577/78), также опричниками числились Иван Григорьевич и Степан Наумовы (1573).
В ХVІІ и XVIII вв. многие Наумовы служили стольниками, воеводами, стряпчими и в иных чинах. Ивану (Горяину) Ивановичу Наумову «по указу Царя и Великого Князя Ивана Грозного (5 мая 1578) было пожаловано поместье в д. Лихачёве (Лихачах) на р. Пузе Арзамасского уезда в Ичаловском стану». К концу столетия его наследникам и родственникам были пожалованы поместья в Арзамасском и Саранском уездах, в Суздальском уезде и Коломне.

## Описание гербов

#### Герб Наумовых 1785 г.
В Гербовнике Анисима Титовича Князева 1785 года имеется изображение двух печатей с гербами представителей рода Наумовых:
1. Герб генерал-контролёра Военной коллегии, генерал-майора (1729) Егора Александровича Наумова: щит имеющий овальную форму, разделён вертикально на две части. В правой части, в золотом поле, коричневый олень с рогами стоящий на задних лапах, мордой обращённый влево (изм. польский герб Брохвич). В левой части, в синем поле, три серебряные стрелы, остриями влево, наискось, в верхний левый угол. Щит покрыт княжеской мантией и увенчан обычной дворянской короной.
2. Герб Сергея Александровича Наумова: щит имеющий серебряное поле разделён крестообразно на четыре части (единое цветовое поле щита для всех его частей является нарушением геральдических правил). В первой части, серебряный ангел с мечом в правой руке, остриём вверх. Во второй части, чёрный орёл держащий в левой лапе, наискось в верхний правый угл, копьё, в правой лапе меч. В третьей части, чёрная птица стоящая на двух ногах мордой влево, с пронзённой в шею стрелой остриём вправо. В четвёртой части, красный княжеский шатёр. Щит покрыт княжеской мантией и увенчан шапкой княжеского достоинства[13].

В конце XVIII века бытовал герб Наумовых на княжеской мантии и с щитодержателями: львом и единорогом.

#### Герб. Часть II. № 41.
Щит разделён перпендикулярно на две части, из коих в первой в красном поле изображён золотой олень, стоящий на задних лапах. Во второй части, в голубом поле, видны выходящие с правой стороны к середине щита три серебряные стрелы.
На щите дворянский коронованный шлем. Намёт на щите голубой и красный, подложенный золотом.

#### Герб. Часть IX. № 141.
Герб потомков Аполлоса Ивановича Наумова: щит поделён горизонтально на две части. В верхней части, в голубом поле, изображены три серебряные звезды, две вверху и одна внизу (польский герб Карп). В нижней части, в серебряном поле, находится улей с пчёлами. Щит увенчан дворянским шлемом и короной с тремя страусовыми перьями. Намёт на щите голубой, подложенный серебром.

#### Герб. Часть X. № 8.
Герб лейб-компании гренадера Гаврилы Мартыновича Наумова: на две части вдоль разделённый щит, у которого правая часть показывает в чёрном поле золотое стропило с наложенными на нём тремя горящими гранатами натурального цвету между тремя серебряными звёздами, а левая содержит в зелёном поле красную городовую серебром мурованную стену, восходящую до середины щита, над которою сверх зубцов изображена зелёным одетая натурального цвета рука с красным обшлагом, держащая обнажённую и к сечению поднятую шпагу чёрного цвету. Над щитом несколько открытый к правой стороне обращённый стальной дворянский шлем, который украшает наложенная на него обыкновенная Лейбкомпании гренадерская шапка с красными и белыми страусовыми перьями и с двумя по обеим сторонам распростёртыми крылами чёрного цвету, на которых повторены три серебряные звезды. По сторонам щита опущен шлемовной намёт красного и чёрного цветов, подложенный с правой стороны серебром, и с левой золотом, с приложенною внизу щита надписью: «За верность и ревность».
Примечание: Гаврила Мартынович Наумов, из крестьян Курского уезда, возведён в потомственное дворянство 31.12.1741 г. Жалован дипломом на дворянство 25.11.1751 года.

#### Герб. Часть X. № 9.
Герб надворного советника Петра Наумова: щит разделён горизонтально на две части. В верхней части, в голубом поле, три золотые шестиугольные звезды. В нижней части, в зелёном поле, петух. Щит увенчан дворянским шлемом с дворянской на нём короной и тремя страусовыми перьями. Намёт на щите голубой, подложенный золотом.
Дата пожалования 05.07.1830 год.

#### Герб Наумовых.
В Департаменте Герольдии Правительствующего Сената имеется дело об изготовлении диплома на дворянское достоинство А.Наумова от 23.05.1914 года.

## Известные представители
- Наумов Иван Фёдорович — воевода в Ростове (1609), Костроме (1609), Торжке (1614—1616), Болхове (1617), Пскове (1622—1624), Ярославле (1625—1627), московский дворянин (1627—1629) (ум. 1631).
- Наумов Василий Петрович — воевода в Осташкове (1614), Старице (1617).
- Наумов Андрей Фёдорович — воевода в Осколе (1619—1620), Суздале (1627—1629), Вязьме (1634—1637), дворянин московский (1627—1629).
- Наумов Артемий Иванович — коломенский городовой дворянин (1627—1629).
- Наумов Василий Иванович — медынский городовой дворянин (1629).
- Наумов Лаврентий Елизарович — стольник патриарха Филарета (1627—1629), московский дворянин (1636—1640).
- Наумов Илья Васильевич — воевода в Темникове (1625—1627), московский дворянин (1627—1629).
- Наумов Фёдор Иванович — стольник (1627—1640).
- Наумов Никита Константинович — воевода в Чёрном-Яре (1629), московский дворянин (1627—1640).
- Наумов Лаврентий Фёдорович — московский дворянин (1627—1640), воевода в Болхове (1646—1647).
- Наумов Юрий Григорьевич — московский дворянин (1636—1658).
- Наумов Михаил Иванович — воевода в Пронске (1647—1648), московский дворянин (1658).
- Наумов Дмитрий Никитич — стольник (1658—1676), воевода в Арзамасе (1649), Перми (1676—1679).
- Наумов Степан Лаврентьевич — московский дворянин (1636—1677), воевода в Темникове (1651).
- Наумов Никита — дьяк (1658), воевода в Путивле (1654—1658), Нижнем-Новгороде (1659—1661).
- Наумов Фёдор Петрович — воевода в Переславле-Рязанском (1658).
- Наумов Степан Петрович — московский дворянин (1658—1668), воевода в Перми (1660—1661).
- Наумов Данила Трофимович — стряпчий, потом стольник (1680—1692), воевода в Туруханске и Мангазее (1670—1676) (два раза), в Саратове (1689).
- Наумов Михаил Кобякович — воевода в Чебоксарах (1663).
- Наумов Иван Михайлович — московский дворянин (1676—1677).
- Наумов Василий Захарьевич (большой) — стряпчий (1677—1692), воевода в Старице (1677—1678).
- Наумов Никита Лаврентьевич — стряпчий (1658), московский дворянин (1668—1677), воевода в Таре (1678).
- Наумовы: N Никифорович, Семён Гаврилович, Иван Иванович и Василий Михайлович — стольники царицы Прасковьи Фёдоровны (1686—1692).
- Наумовы: Григорий и Василий Даниловичи — стольники царицы Евдокии Фёдоровны (1692).
- Наумов Григорий Никитич — стольник царицы Натальи Кирилловны (1692).
- Наумовы: Фёдор Кириллович, Фёдор Васильевич, Степан Трофимович, Филипп Степанович, Степан Михайлович, Никифор Юрьевич, Пётр Захарьевич, Мокей Кириллович, Иван Фадеевич, Лев и Гавриил Андреевичи, Андрей Львович — стряпчие (1658—1692).
- Наумовы: Никита Михайлович, Никита Меньшой Лаврентьевич, Никита Артемьевич, Михаил Андреевич, Клементий и Кондратий Ефремовичи — московские дворяне (1677—1692).
- Наумовы: Фёдор Андреевич, Яков Петрович, Пётр и Пётр Ивановичи, Иван Трофимович, Иван Никитич, Иван Кириллович, Лев и Иван Лаврентьевичи, Иван Данилович, Григорий Михайлович, Гавриил Юрьевич, Михаил, Иван и Василий Степановичи, Михаил, Михаил, Захар и Андрей Васильевичи — стольники (1658—1696).
- Наумов Иван Никитич — воевода в Арзамасе (1696)[16][6].
- Александр Николаевич Наумов (1868—1950) — министр земледелия (1915—1916).
- Алексей Михайлович Наумов (1863 — после 1917) — член IV Государственной думы от Самарской губернии.
- Иван Григорьевич Наумов (1744—?) — камергер, зять сенатора А. Д. Голицына.
- Иван Мокеевич Наумов (1770-е гг. — 1833) — русский публицист, коллежский советник; основатель «Дома практического правоведения» в городе Москве.
- Николай Александрович Наумов (ок. 1780 — ок. 1823) — российский государственный деятель, рязанский губернатор, таганрогский градоначальник.
- Пётр Дмитриевич Наумов (ок. 1836—1878) — российский военный деятель, полковник.
- Сергей Николаевич Наумов (1874—1933) — химик-органик.